# Torre del tamburo (buddismo cinese)

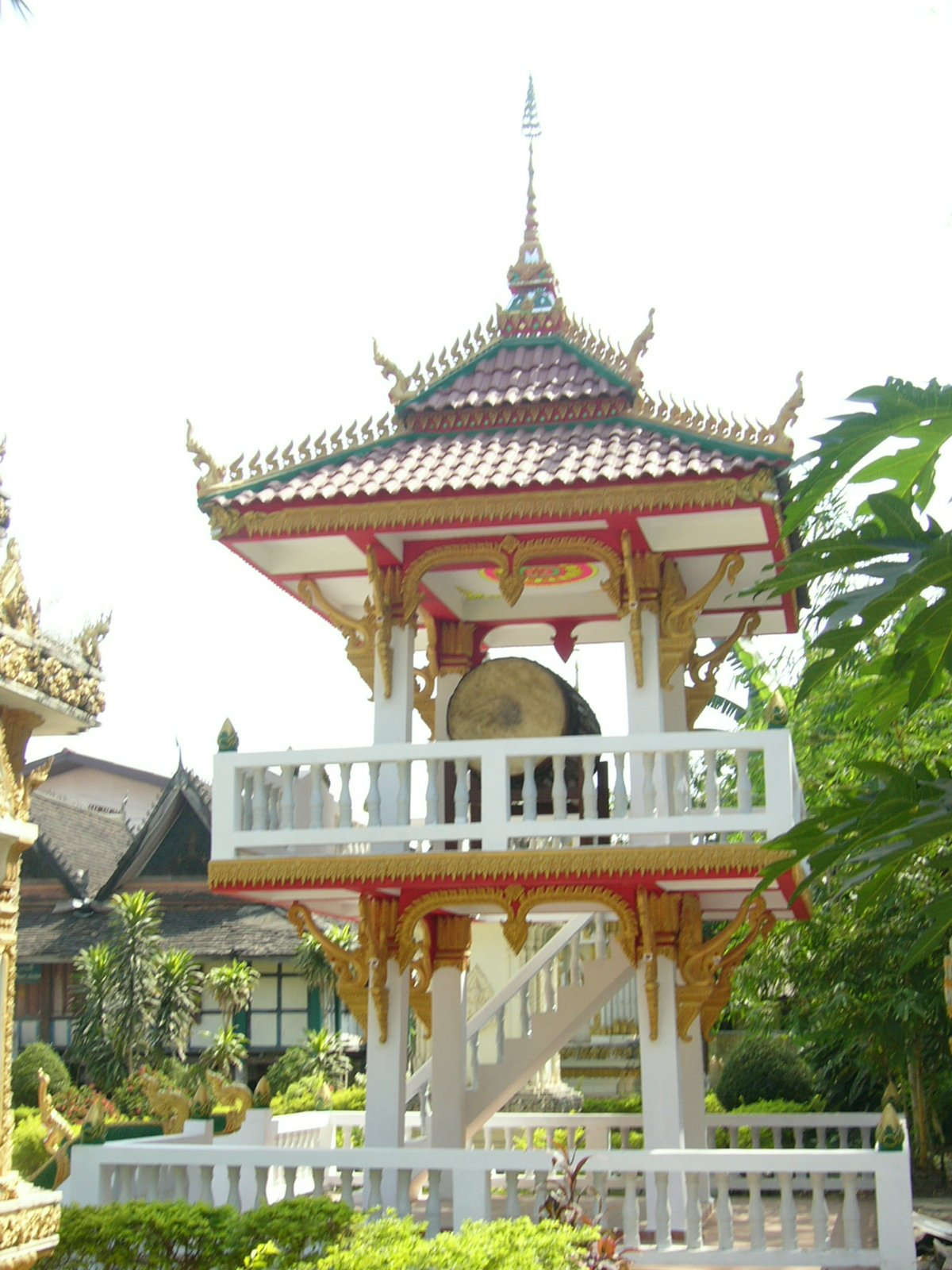
Torre del tamburo nel tempio Wat Si Saket (Laos).

La torre del tamburo (zh. 鼓樓T, 鼓楼S, Gǔ LóuP, lett. "Torre del tamburo") è un edificio immancabile nei templi buddisti cinesi. Insieme al campanile, è solitamente ubicata sui lati della Sala dei Quattro Re Celesti: occupa il lato destro, mentre il campanile il sinistro. Si tratta generalmente d'un padiglione a tre piani su cui è posto un grande tamburo dal suono grandioso e potente. Nella quotidianità del tempio, il tamburo suona per marcare lo scorrere del tempo, richiamare i monaci a talune pratiche e per la sveglia mattutina.
Oltre che in Cina, le torri del tamburo si trovano nei templi buddisti di altri paesi dell'Asia orientale: Laos, Vietnam, ecc.

## Esempi

### Torre del tamburo di Pechino
La Torre del Tamburo di Pechino fu costruita nel 1272 sotto l'imperatore Kublai Khan (r. 1271–1294) della dinastia Yuan nel cuore della sua capitale, Dadu. Era chiamata ''Qi Zheng LouP, lett. "Torre dell'Amministrazione Ordinata". Nel 1420, sotto l'imperatore Yongle (r. 1402–1424) della dinastia Ming (1368–1644), l'edificio fu ricostruito ad est del sito originale e nel 1800 sotto l'imperatore Jiaqing (r. 1796–1820) della dinastia Qing (1644–1912), furono eseguiti lavori di ristrutturazione su larga scala. È un edificio a due piani in legno con un'altezza di 47 metri. Anticamente, vi erano collocati 24 tamburi di cui solo uno è rimasto - i mancanti sono stati sostituiti da strumenti recenti.